# Paul Kipkoech
Paul Kipkoech (Kapsabet, 6 gennaio 1963 – Eldoret, 13 marzo 1995) è stato un mezzofondista e maratoneta keniota, campione mondiale dei 10000 metri piani a Roma 1987. La causa della morte non è stata accertata con sicurezza, c'è chi l'ha attribuita alla Malaria e chi al consumo eccessivo di alcolici.

## Palmarès
| Anno | Manifestazione      | Sede            | Evento         | Risultato | Prestazione | Note                  |
| ---- | ------------------- | --------------- | -------------- | --------- | ----------- | --------------------- |
| 1983 | Mondiali di cross   | Gateshead       | Corsa seniores | 16º       | 37'32"      |                       |
| 1983 | Mondiali di cross   | Gateshead       | A squadre      | Bronzo    | 191 p.      |                       |
| 1983 | Mondiali            | Helsinki        | 5000 m piani   | 9º        | 13'37"44    |                       |
| 1984 | Mondiali di cross   | East Rutherford | Corsa seniores | 19º       | 34'07"      |                       |
| 1984 | Mondiali di cross   | East Rutherford | A squadre      | 4º        | 233 p.      |                       |
| 1984 | Giochi olimpici     | Los Angeles     | 5000 m piani   | 5º        | 13'14"40    |                       |
| 1985 | Mondiali di cross   | Lisbona         | Corsa seniores | Argento   | 33'37"      |                       |
| 1985 | Mondiali di cross   | Lisbona         | A squadre      | Argento   | 141 p.      |                       |
| 1985 | Campionati africani | Il Cairo        | 5000 m piani   | Argento   | 14'43"05    |                       |
| 1985 | Campionati africani | Il Cairo        | 10000 m piani  | Bronzo    | 28'29"64    |                       |
| 1986 | Mondiali di cross   | Colombier       | Corsa seniores | 5º        | 35'47"2     |                       |
| 1986 | Mondiali di cross   | Colombier       | A squadre      | Oro       | 45 p.       |                       |
| 1987 | Mondiali di cross   | Varsavia        | Corsa seniores | Argento   | 36'07"      |                       |
| 1987 | Mondiali di cross   | Varsavia        | A squadre      | Oro       | 53 p.       |                       |
| 1987 | Giochi panafricani  | Nairobi         | 5000 m piani   | Argento   | 13'36"32    |                       |
| 1987 | Giochi panafricani  | Nairobi         | 10000 m piani  | Oro       | 28'34"77    |                       |
| 1987 | Mondiali            | Roma            | 10000 m piani  | Oro       | 27'38"63    | Record dei campionati |
| 1988 | Mondiali di cross   | Auckland        | Corsa seniores | Argento   | 34'54"      |                       |
| 1988 | Mondiali di cross   | Auckland        | A squadre      | Oro       | 23 p.       |                       |
| 1990 | Mondiali di cross   | Aix-les-Bains   | Corsa seniores | 9º        | 34'50"      |                       |
| 1990 | Mondiali di cross   | Aix-les-Bains   | A squadre      | Oro       | 42 p.       |                       |

## Campionati nazionali
1984
- Oro ai campionati kenioti di corsa campestre - 36'54"

1985
- Oro ai campionati kenioti di corsa campestre - 35'34"

1987
- Oro ai campionati kenioti di corsa campestre

1988
- Oro ai campionati kenioti di corsa campestre

## Altre competizioni internazionali
1983
- Oro all'ISTAF Berlin ( Berlino), 3000 m siepi - 7'46"18

1984
- Argento alla Cinque Mulini ( San Vittore Olona) - 31'58"
- Argento al Cross de San Sebastián ( San Sebastián) - 30'26"

1986
- 6º al Golden Gala ( Roma), 5000 m piani - 13'18"91
- Oro alla Amatrice-Configno ( Amatrice), 8,4 km - 23'50"

1987
- Oro alla Cinque Mulini ( San Vittore Olona) - 30'14"
- Oro al Juan Muguerza Cross-Country Race ( Elgoibar) - 29'37"
- Oro al Cross de San Sebastián ( San Sebastián) - 30'35"
- Oro al Cross Internacional de Italica ( Italica)
- Argento al Vanves Crosscountry ( Vanves) - 24'32"

1988
- Oro alla Cinque Mulini ( San Vittore Olona) -32'55"
- Argento al Juan Muguerza Cross-Country Race ( Elgoibar) - 29'20"
- Bronzo al Cross de San Sebastián ( San Sebastián) - 32'25"
- Oro al Cross Internacional de Italica ( Italica) - 28'48"

1989
- Oro alla Wimbledon Half Marathon ( Londra) - 1h03'40"
- 7º al Cross delle Orobie ( Bergamo) - 29'07"

1990
- Oro alla Great Scottish Run ( Glasgow), 25 km - 1h16'40"
- 10º al Cross Zamudio ( Bilbao) - 32'40"

1991
- 43º alla Maratona di New York ( New York) - 2h25'27"
- Oro alla Cleveland Marathon ( Cleveland) - 2h14'26"
- Bronzo alla Great West Run ( Exeter) - 1h03'42"
- Argento alla Trevira Twosome ( New York), 10 miglia - 47'22"
- Bronzo alla Bob Hasan 10 km ( Borodudur) - 28'22"

1992
- 17º alla Mezza maratona di Lisbona ( Lisbona) - 1h03'51"
- 17º alla Berlin Half Marathon ( Berlino) - 1h04'58"
- Oro al Grand Prix of Bern ( Berna), 10 miglia - 48'50"
- 7º alla Trevira Twosome ( New York), 10 miglia - 49'14"
- Argento alla RevCo Cleveland 10 km ( Cleveland) - 29'06"

1993
- 9º alla Roermond Half Marathon ( Roermond) - 1h04'28"